# Малі Ярки
Малі Я́рки (рос. Малые Ярки) — присілок у складі Казанського району Тюменської області, Росія.
Населення — 230 осіб (2010, 256 у 2002).
Національний склад станом на 2002 рік:
- росіяни — 86 %